# Jonastjärnen (Arvidsjaurs socken, Lappland, 728484-165924)
Jonastjärnen är en sjö i Arvidsjaurs kommun i Lappland och ingår i Byskeälvens huvudavrinningsområde. Sjön har en area på 0,0715 kvadratkilometer och ligger 377,1 meter över havet.

## Delavrinningsområde
Jonastjärnen ingår i det delavrinningsområde (728289-165819) som SMHI kallar för Utloppet av Arvidsjaursjön. Medelhöjden är 377 meter över havet och ytan är 53,31 kvadratkilometer. Räknas de 89 avrinningsområdena uppströms in blir den ackumulerade arean 1 403,89 kvadratkilometer. Avrinningsområdets utflöde Byskeälven mynnar i havet. Avrinningsområdet består mestadels av skog (55 procent) och sankmarker (16 procent). Avrinningsområdet har 12,26 kvadratkilometer vattenytor vilket ger det en sjöprocent på 23 procent. Bebyggelsen i området täcker en yta av 0,71 kvadratkilometer eller 1 procent av avrinningsområdet.